# Condado de Mackinac (Michigan)
O Condado de Mackinac é um dos 88 condados do estado americano de Michigan. A sede do condado é St. Ignace, e sua maior cidade é St. Ignace.
O condado possui uma área de 5 540 km² (dos quais 2 794 km² estão cobertos por água), uma população de 11 943 habitantes, e uma densidade populacional de 5 hab/km² (segundo o censo nacional de 2000).